# Knibbelbild
Als Knibbelbild bezeichnete der Getränkehersteller Coca-Cola das auf der Innenseite farbig bedruckte Dichtungsgummi, das sich aus dem Flaschendeckel „herausknibbeln“ ließ. Die erste Serie Meilensteine der Verkehrsgeschichte mit 48 Motiven erschien 1982 im deutschsprachigen Raum.
Unterstützt wurde die Marketingidee durch Sammelposter, auf die man die Motive kleben konnte. In den folgenden Jahren erschienen noch einige weitere Serien, auch in anderen Ländern. Nach Beantwortung einer „knibbeligen“ Preisfrage konnte man ferngesteuerte Flugzeuge und Boote, Carrera- und Modelleisenbahnen gewinnen.
Pepsi kopierte die Idee schnell und warb für seine Serie Streifzug durch Amerika mit dem Slogan „Knibbel Amerika“. In Spanien brachte Pepsi Knibbelbilder über die Fernsehserie Dallas heraus.
Anstelle der Knibbelbilder gab es später leicht abziehbare Flaschenetiketten, deren Rückseiten beispielsweise mit der deutschen Fußballnationalmannschaft der EM 1988 oder Schallplattencovern bedruckt waren. Heute finden sich in den Deckeln Gutschein-Codes für einen Online-Musikdienst.

## Motivserien

### Knibbelbilder (Auswahl)
- 1982 (Coca-Cola) Meilensteine der Verkehrsgeschichte (48 Motive von Autos, Flugzeugen, Schiffen und Schienenfahrzeugen)[3]
- ~ 1982 (Fußballspieler)
- 1983 (Coca-Cola) Pop Star Gallery (40 Motive von internationalen Sängern und Bands)[4]
- ~ 1983 (Pepsi) Streifzug durch Amerika (32 Motive von typisch US-amerikanischem)
- ~ 1983 (Coca-Cola) Sammelpunkte (französisch bedruckt)
- 1984 (Coca-Cola) Olympische Spiele (direkt in den Flaschendeckel gedruckt)

### Nicht herausknibbelbare Bilder
- Eine Motivreihe zu Olympischen Spielen wurde um 1984 direkt in den Flaschendeckel unter einer transparenten Kunststoff-Dichtungsschicht gedruckt.
- In die Kapselverschlüsse des dänischen Bierbrauers Carlsberg wurde in den 1980er Jahren eine Bilderserie zu einer Fußball-WM gedruckt.

Dritte Serie von Coca-Cola
Coca-Cola-Punkteserie unbekannter Herkunft